# Distretto di Phlapphla Chai
Il distretto di Phlapphla Chai (in thailandese: พลับพลาชัย) è un distretto (amphoe) della Thailandia, situato nella provincia di Buriram.